# Frederick Adolphus Philbrick
Frederick Adolphus Philbrick (né le 13 juin 1835 et mort le 25 décembre 1910) est un juge de cour britannique et philatéliste renommé, fondateur en 1869 de la Royal Philatelic Society London (RPSL), qu'il a présidée de 1878 à 1892.

## Biographie
Il collectionnait particulièrement les timbres du Royaume-Uni, d'Australie, de Hawaii, des États-Unis, de la Guyane britannique, des Philippines et de l'île Maurice. Pour cette collection-là, il racheta les Post Office de Jean-Baptiste Moens en 1866.
Il contribua à la rédaction du livre sur l'Océanie, RPSL book on Oceania ainsi que d'autres ouvrages. Certains de ses articles furent publiés anonyment dans The Stamp Collector's Magazine en 1868, tel « Notes on the Proofs and Essays of Great Britain ».
En 1880, il vendit sa collection de timbres au collectionneur Philipp la Renotière von Ferrary pour 8000 livres sterling. Il conserva néanmoins celle du Royaume-Uni, qu'il ne vendit qu'en 1894.